# Onofrio Avellino

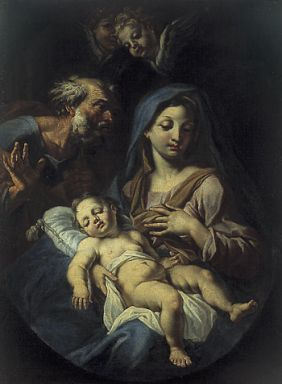
Sacra Famiglia

Onofrio Avellino (Napoli, 1674 – Ferrara, 17 aprile 1741) è stato un pittore italiano.

## Biografia
Fu iniziato all'arte da Luca Giordano, ma nel 1692 in seguito alla partenza del "Fa Presto" alla volta di Madrid cominciò a lavorare con Francesco Solimena. Suo fratello maggiore era Giulio Giacinto Avellino, anch'egli pittore.  Dal 1718, Onofrio si trasferì a Roma, dove fu influenzato da Carlo Maratta. Gli affreschi sulla volta della chiesa di San Francesco di Paola ai Monti a Roma furono opera di Onofrio.
Tra le principali opere di Onofrio Avellino si annoverano: Madonna con santi ed angeli (1710) a Sorrento nel santuario della Madonna del Carmine, San Ciro e San Giovanni a Vico Equense, Miracolo di San Domenico e Apparizione della Vergine nella chiesa di Santa Maria del Rosario alle Pigne (trasferite in altra sede dopo il terremoto del 1980).
A Lucca si trova un dipinto di Onofrio Avellino rappresentante Santa Cecilia, posto nell'ingresso di palazzo Orsetti.
A Contigliano, per una cappella della collegiata di San Michele Arcangelo, nel 1723 realizzò la pala d'altare San Vincenzo Ferrerio che intercede per liberare il paese infestato dai lupi.